# Calcoschizomus latisternum
Calcoschizomus
Genre
Espèce
Calcoschizomus latisternum, unique représentant du genre Calcoschizomus, est une espèce fossile de schizomides de la famille des Hubbardiidae.

## Distribution
Cette espèce a été découverte aux États-Unis dans la formation Onyx Marble en Arizona. Elle date du Pliocène au Néogène.

## Description
L'holotype mesure 14 mm.

## Systématique et taxinomie
Cette espèce a été décrite par Pierce (en) en 1951.
Ce genre a été décrit par Pierce en 1951.

## Publication originale
- Pierce, 1951 : « Fossil arthropods from Onyx-Marble. » Bulletin of the Southern California Academy of Sciences, vol. 50, p. 34-49[5].